# Lijst van wiskundewedstrijden
Een wiskundewedstrijd of wiskunde olympiade is een evenement waarbij de deelnemers wiskundige testen afleggen. Dergelijke testen kunnen bestaan uit meerkeuzevragen, vragen die een uitgeschreven redenering of bewijs vereisen of enkel een numeriek antwoord vereisen.

## Internationale wiskundewedstrijden
- Internationale Wiskunde Olympiade
- International Mathematics Competition for University Students

## België
Nederlandstalige leerlingen kunnen deelnemen aan de VWO (Vlaamse Wiskunde Olympiade) en Kangoeroe, die samen zes categorieën tellen:
- Kangoeroe: Wombat (1e en 2e leerjaar)
- Kangoeroe: Springmuis (3e en 4e leerjaar)
- Kangoeroe: Koala (5e en 6e leerjaar)
- Kangoeroe: Wallabie of Wallaroe (eerste graad secundair onderwijs)
- Junior Wiskunde Olympiade (tweede graad)
- Vlaamse Wiskunde Olympiade (derde graad)

Franstalige leerlingen uit België en Luxemburg kunnen deelnemen aan de OMB (Olympiade Mathématique Belge), die drie categorieën telt:
- Mini (eerste graad secundair onderwijs)
- Midi (tweede graad)
- Maxi (derde graad)

Universiteitsstudenten kunnen deelnemen aan:
- PUMA (Pure Mathematische Olympiade), georganiseerd door PRIME aan de Universiteit Gent
- COMA (Computational Matematics), georganiseerd door PRIME aan de Universiteit Gent
- WWO (Wina's Wiskunde Olympiade, georganiseerd door Wina aan de Katholieke Universiteit Leuven)

## Nederland
Leerlingen in het basisonderwijs en voortgezet onderwijs kunnen deelnemen aan:
- W4Kangoeroe
- NWO (Nederlandse Wiskunde Olympiade)
- Naboj Junior (Wis- en Natuurkundewedstrijd voor teams)

Universiteitsstudenten kunnen deelnemen aan:
- LIMO (Landelijke Interuniversitaire Mathematische Olympiade)
- MOAWOA (Mathematical Olympiad for All/Wiskunde Olympiade voor Allen), georganiseerd door A-Eskwadraat aan de Universiteit Utrecht